# Betpakodiscus
Betpakodiscus es un género de foraminífero bentónico considerado un sinónimo posterior de Archaediscus de la subfamilia Archaediscinae, de la familia Archaediscidae, de la superfamilia Archaediscoidea, del suborden Fusulinina y del orden Fusulinida. Su especie tipo era Propermodiscus? attenuatus. Su rango cronoestratigráfico abarcaba desde el Viseense hasta el Serpujoviense (Carbonífero inferior).

## Discusión
Algunas clasificaciones más recientes hubiesen incluido Betpakodiscusen el Suborden Archaediscina, del Orden Archaediscida, de la Subclase Afusulinana y de la Clase Fusulinata.

## Clasificación
Betpakodiscus incluía a las siguientes especies:
- Betpakodiscus aliminimus †
- Betpakodiscus attenuatus †
- Betpakodiscus compressus †